# 경기콘텐츠진흥원
경기콘텐츠진흥원(Gyeonggi Content Agency)「경기콘텐츠진흥원 설립 및 지원 조례 (제4872호)」에 의거, 경기도의 문화산업을 진흥하기 위해 2001년 8월 설립된 경기도 공공기관이다.

## 설립 목적
경기콘텐츠진흥원 정관 제1장 총칙, 제2조(목적)
문화콘텐츠산업의 경쟁력을 강화하고 디지털기술 융·복합 생태계를 조성하여 도민의 문화 향유권 확대와 지역 경제 활성화에 기여함을 목적으로 한다.

## 주요기능 및 역할
- 문화콘텐츠산업의 진흥을 위한 시책개발 및 기반조성
- 문화콘텐츠산업 관련 정보의 수집, 관리, 보급 및 조사ㆍ연구
- 문화콘텐츠산업 관련 제작ㆍ투자ㆍ출자 등 수익사업
- 빅데이터를 활용한 문화콘텐츠 사업 및 서비스
- 문화콘텐츠산업 전문인력 양성 지원 및 교육시설 운영
- 투자조합의 결성 및 운영
- 문화콘텐츠산업 활성화를 위한 해외 투자ㆍ기업 유치 및 국내외 협력체계 구축
- 그 밖에 문화콘텐츠산업의 진흥을 위하여 경기도지사가 위탁하는 사업

## 연혁
- 2001년 9월 : 경기디지털아트하이브 설립 및 지원 조례 공포
- 2001년 8월 : 경기디지털아트하이브 재단법인 설립
- 2005년 9월 : 경기디지털콘텐츠진흥원 으로 명칭 변경
- 2005년 11월 : 경기영상위원회 발족
- 2009년 9월 : 경기기능성게임페스티벌 개최(현 플레이엑스포)
- 2011년 11월 : 경기콘텐츠진흥원(GCA) 現 기관명으로 명칭 변경
- 2014년 5월 : 판교 경기문화창조허브 개소(성남시. 남부권역센터)
- 2015년 6월 : 북부 경기문화창조허브 개소(의정부시. 북부권역센터)
- 2016년 10월 : 경기글로벌게임센터 개소(성남시)
- 2018년 7월 : 부천 창작터 개소(부천시. 서부권역센터)
- 2019년 7월 : 경기XR센터 개소(수원시)
- 2020년 12월 : 경기VRAR제작거점센터 개소(수원시)
- 2021년 11월 : 경기게임문화센터 개소(광명시)
- 2022년 12월 : 동부 경기문화창조허브 개소(여주시. 동부권역센터)